# Atla (Saaremaa)
Koordinaten: 58° 18′ N, 21° 54′ O

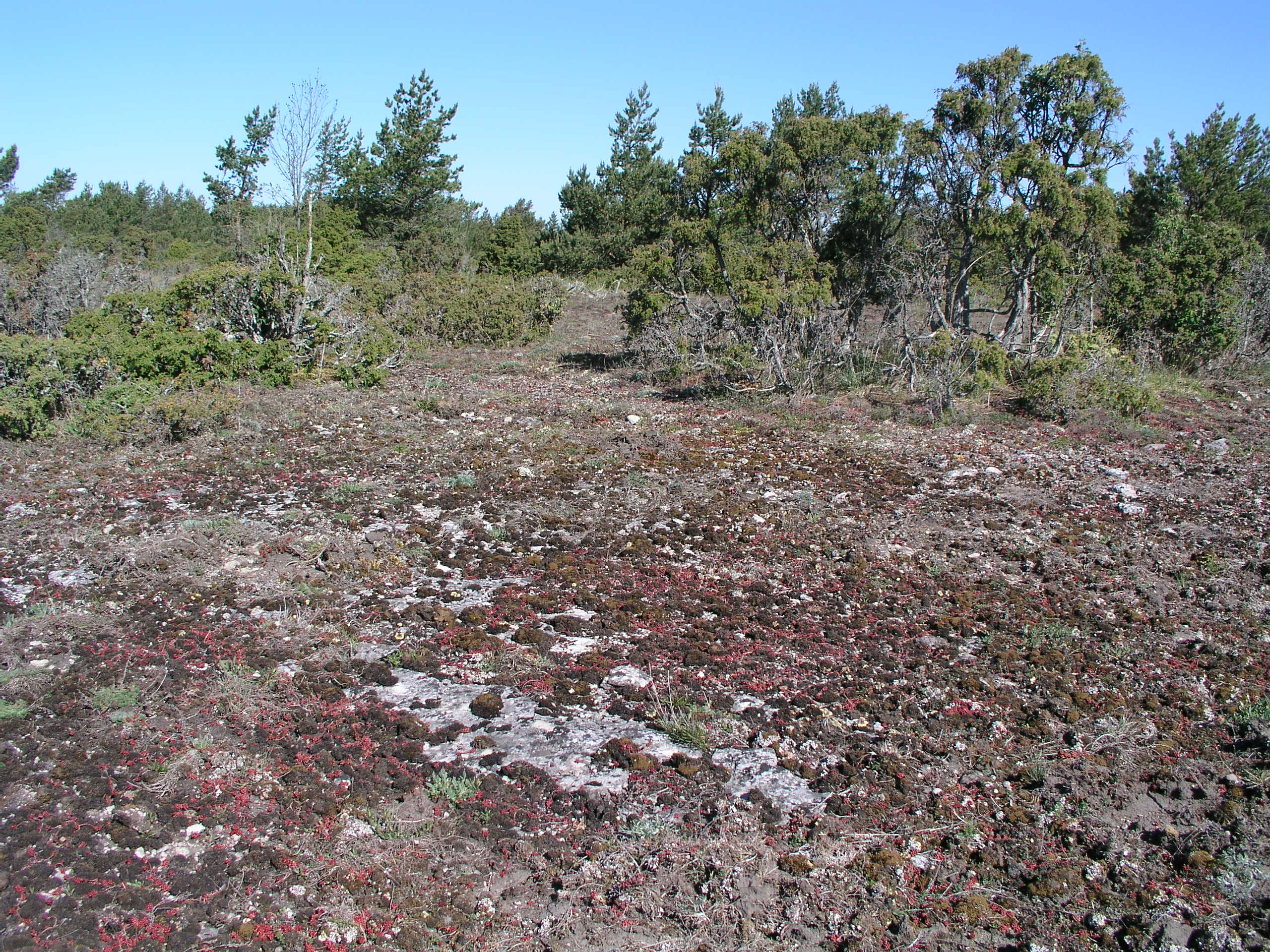
Alvar bei Atla

Atla (deutsch Attel) ist ein Dorf (estnisch küla) auf der größten estnischen Insel Saaremaa. Es gehört zur Landgemeinde Saaremaa (bis 2017: Landgemeinde Lääne-Saare) im Kreis Saare.

## Einwohnerschaft und Lage
Das Dorf wurde erstmals 1453 unter dem Namen Attell urkundlich erwähnt. Es hat heute neunzehn Einwohner (Stand 1. Januar 2016).
Atla liegt an der gleichnamigen Ostsee-Bucht (Atla laht), der westlichsten Bucht der Insel Saaremaa. Früher befand sich dort ein Hafen zum Export von Kalkstein und für die örtliche Fischerei. Die Anlagen wurden während des Zweiten Weltkriegs zerstört. 2013 wurde ein neuer, kleinerer Hafen errichtet. Er steht Sport- und Freizeitbooten zur Verfügung.
Nordöstlich des Dorfkerns befindet sich der See Lahuksi järv. Die Entfernung zur Inselhauptstadt Kuressaare beträgt 31 Kilometer. Der Ort und die Bucht gehören zum Nationalpark Vilsandi.

## Persönlichkeiten
In Atla wurde 1946 die estnische Politikerin und Astrophysikerin Liia Hänni geboren.